# BTR-152
Le BTR-152, également connu sous le nom de BTR 140 est un véhicule de transport de troupes, conçu en Union soviétique, au lendemain de la Seconde Guerre mondiale. Son design est inspiré par le Half-Track White M3 américain que l'URSS a reçu en masse avec l'accord Lend-Lease et le Hanomag SdKfz 251 allemand.   
Il est encore en service limité dans certains pays mais il a des inconvénients majeurs par rapport à ses successeurs comme les manques de protection NBC, de capacités amphibies et de blindage sur le dessus de l'habitacle. Ses capacités de franchissement en tout-terrain sont insuffisantes car sa pression au sol est trop importante notamment en raison de la configuration 6 × 6 de son châssis et de son manque de fiabilité. Il est le véhicule blindé principal de l'Armée rouge jusqu'à l'arrivée de la série des BTR-60 au milieu des années 1960.  
Il participe notamment à l'invasion de la Hongrie où il montre toute sa vulnérabilité en raison de son manque de protection vers le haut. Il participe aux combats notamment pendant la crise de Suez et la guerre des Six Jours dans les rangs de l'armée égyptienne et l'armée syrienne. Certains exemplaires capturés sont utilisés par l'armée israélienne.

## Historique
Pendant la Seconde Guerre mondiale, les forces soviétiques sont confrontées à un problème pour l'infanterie, l'incapacité de suivre le rythme des blindés. Une solution sommaire consiste à transporter des fantassins sur la plage arrière des chars mais le procédé n'est guère satisfaisant, car les hommes ne sont pas protégés et la plaque de métal à l'arrière des blindés est fort inconfortable. Aussi, les ingénieurs soviétiques commencent à développer des véhicules de transport de troupes blindés spécifiques. Parallèlement au BTR-40 considéré trop petit pour transporter de l'infanterie, le BTR-152 ( (БТР, from Бронетранспортер / Bronetransporter, littéralement "transport blindé") basé sur le camion à six roues motrices ZIL-151, est développé. Les études commencent à partir de 1946 selon un cahier des charges dénommé Obiekt 140 et sont confiées à l'usine ZIS à l'été 1946. Le véhicule doit posséder un poids maximal de 8,5 tonnes, accueillir 15 à 20 fantassins, être protégé par blindage et être armé d'une mitrailleuse lourde.
Le développement commence en novembre 1946 sous la direction de l'ingénieur en chef Boris Mikhaïlovitch Fitterman. Deux premiers prototypes sont construits en mars 1947, suivis de quatre autres plus aboutis et essayés par l'usine au mois de mai. Plusieurs autres exemplaires sont ensuite construits et essayés de mai à décembre 1949. Le véhicule passe les tests d'État en décembre 1949. Le véhicule est accepté pour le service le 24 mars 1950. La production en série démarre en juillet 1950.
Après une purge pendant laquelle l'ingénieur en chef Fitterman est éliminé, N.I. Orlov est nommé designer en chef pour l'Obiekt 140 en avril 1952. Il est continuellement amélioré par une équipe de l'usine ZiS dirigée par  W. F. Rodionov et N. I. Orłov.

## Description
Le BTR 152 est construit autour d'un châssis de camion 6 × 6 ZIL 151 puis ZIL 157 et d'une caisse blindée autoporteuse ZiS 100 entièrement soudée. Le moteur a été rendu plus puissant pour faire face au surcroît de poids. Il est à l'avant et il est protégé par des volets blindés fermables depuis le poste de conduite. La fermeture des volets entraîne une surchauffe qui implique que leur fermeture doit être limitée à des périodes de combat intense. Le conducteur et le chef de bord sont assis dans une cabine couverte par un toit blindé avec chacun un pare-brise qui peut être protégé par un volet blindé doté d'un épiscope. Chacun dispose d'une porte latérale dont le haut peut être replié. Ces portes sont équipées soit d'une simple fente soit d'un épiscope. 
Les troupes transportées le sont dans un compartiment de combat élargi au centre avec trois parois de chaque côté, recouvert par une bâche supporté par des arceaux transversaux. Il est doté soit de sièges en bois de part et d'autre ou en trois rangs perpendiculaires en travers de la caisse. Elles y accèdent par deux portes arrière mais peuvent embarquer ou débarquer par-dessus les parois blindées. Elles disposent de trois trappes de tir de chaque côté et deux trappes, l'une sur chaque porte d'accès. Sur la porte d'accès de gauche se trouve une roue de secours et sur la porte de droite, une nourrice de réserve de carburant.
La boite de vitesses comprend cinq vitesses AV et une vitesse arrière avec une boite de transfert à deux vitesses. La cinquième vitesse a un overdrive. 
La suspension est à ressort à lames et amortisseurs hydrauliques.
L'armement principal est monté sur un affut multidirectionnel placé derrière le conducteur et le chef de bord. Les deux mitrailleuses supplémentaires peuvent être montées au-dessus des plaques de blindage latérales du compartiment de la troupe.

## Variantes
Le véhicule fut très répandu au sein des unités de fusiliers motorisés de l'Armée rouge et de plusieurs armées du Pacte de Varsovie. Il fut utilisé pour le transport de troupes d'infanterie ; comme véhicule logistique, tracteur de mortier, de canons antichars ou d'artillerie de campagne avec leurs équipages, ambulance, véhicule de transmission ou véhicule du génie.
- BTR-152 Model A (1950) est produit juste après la seconde guerre mondiale.  Il apparaît en masse à partir de 1950 dans l'armée soviétique puis dans les armées des pays satellites. Sa première apparition officielle date du défilé sur la Place Rouge de 1951. Il est armé d'une mitrailleuse DPM SG-43 de calibre 7,62 mm (1 250 coups).
- BTR-152A (1951) véhicule de défense antiaérienne, armé d'une tourelle dotée d'un affut double de mitrailleuses KPV de calibre 14,5 mm, ZPU-2 à rotation manuelle et visée optique simple.

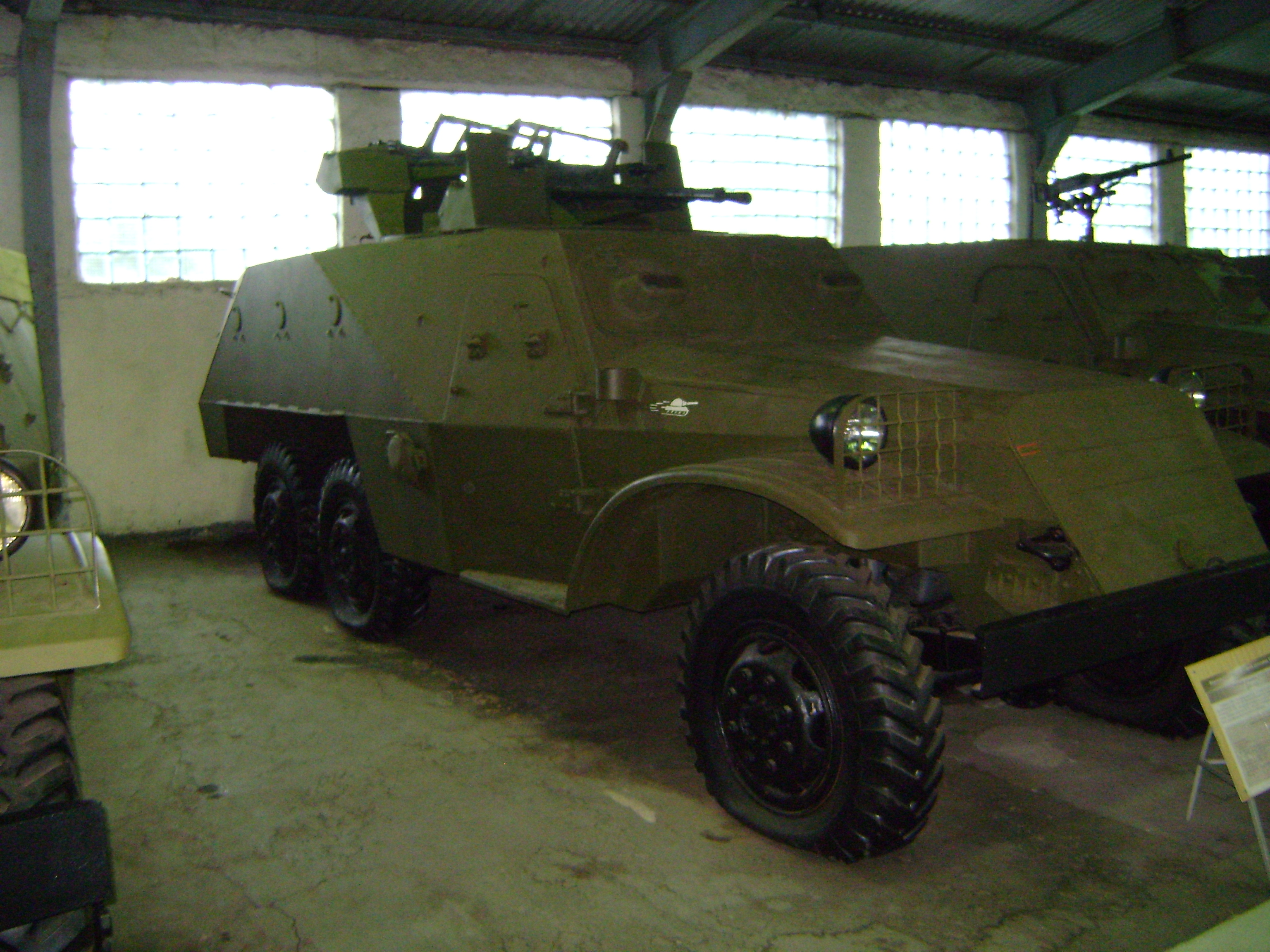
Le BTR-152A avec un affût quadruple de calibre 14.5 mm ZTPU-4

- Le BTR-152A avec un affût quadruple  de calibre 14,5 mm ZTPU-4BTR-152A ZTPU-4 (ou BTR-152D) (1952) est une version équipée d'un affût quadruple de mitrailleuses KPV de calibre 14,5 mm. Elle n'est restée qu'à l'état de prototype en raison de ses difficultés de mise en œuvre. Seront produits des véhicules armés d'un unique canon KPV.
- BTR-152A M53 variante égyptienne  équipée d'un affût quadruple de mitrailleuses DShKM de calibre 12,7 mm M-53 d'origine tchèque.
- BTR-152A ZU23  variante palestinienne équipée de l'affut double de calibre 23 mm soviétique ZU-23/2.
- BTR-152E identique au BTR-152A, mais basée sur le BTR-152V1.
- BTR-152S (1952) véhicule de commandement.

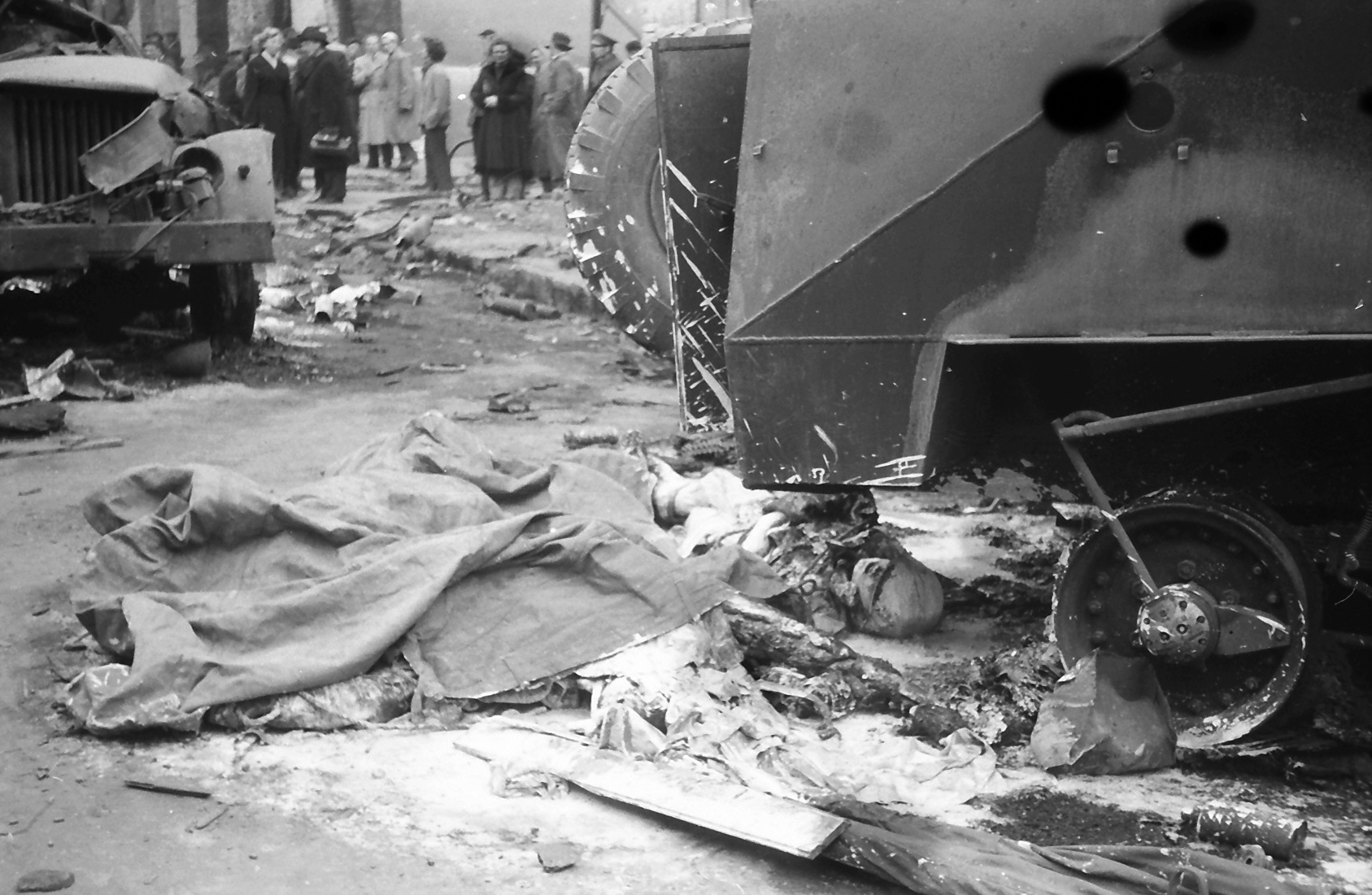
BTR 152V détruit dans une rue de Budapest en 1956. Le système de réglage de la pression des pneus centralisé à tubulure externe est bien visible.

- BTR 152V détruit dans une rue de Budapest en 1956. Le système de réglage de la pression des pneus centralisé à tubulure externe est bien visible.BTR-152V (1953)   sur la base du châssis du camion ZIL-157, avec un système de réglage centralisé de la pression des pneus à tubulure externe et la mitrailleuse DPM SG-43 remplacée par une mitrailleuse SGBM de calibre 7,62 mm. Un treuil de capacité 5 000 kg et 70 mètres de câble est ajouté. Le BTR-152V est conçu et testé à partir de 1953. Le prototype montre une amélioration notable des capacités de franchissement sur terrain meuble grâce au système centralisé de réglage de la pression des pneus développé à partir des études faites sur le  véhicule amphibie BAV (Большой Автомобиль Водоплавающий) ou ZIS 485. La production commence en octobre 1955 jusqu'en 1959 après la construction de 2 904 exemplaires.

- BTR-152V1 (1956) sur la base d'études lancées en 1953 par l'ingénieur V.B. Lavrentiev, les tubulures du système centralisé de réglage de la pression des pneus sont disposées à l'intérieur pour éviter les arrachements impromptus et faciliter le démontage des roues. Le véhicule est doté du système de vision nocturne TVN 2. La production est lancée en 1956.
- BTR-152V1 ZTPU-2 version du BTR-152A sur châssis BTR-152 V1.
- BTR-152V2 (1962) BTR-152V1 sans le treuil.

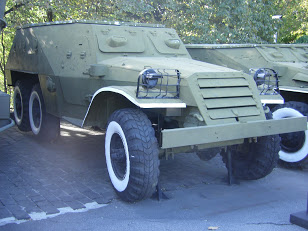
BTR 152K à Kyïv

- BTR 152K à KyïvBTR-152 I (1955) version du BTR-152V véhicule de commandement d'artillerie.
- BTR-152K (1957) À la suite des événements de Hongrie en 1956, les ingénieurs soviétiques cherchent à remédier aux défauts constatés. Le BTR-152V3 est donc doté d'une protection supérieure du compartiment de la troupe par deux volets blindés de 9 mm. L'armement principal est supprimé. Toutefois quatre supports pour fixer une mitrailleuse SGMG ou PKT de 7,62 mm sont installés sur le toit et sont accessibles par trois trappes mises en place sur le blindage de protection du compartiment de combat. Un équipement de surpression NBC est ajouté. L'équipage est réduit à 15 et le poids atteint 9 tonnes
- BTR-152K1 (1959) BTR-152K doté du système centralisé de réglage de la pression des pneus définitif. 245 sont produits dont 30 pour le KGB et le MVD
- BTR-152 K TTB version ambulance
- BTR-152U version de commandement du BTR-152V avec une caisse surélevée et des vitres sur la partie surélevée.
- BTR-152B1 Véhicule de commandement d'artillerie sur la base du BTR-152V1 avec un treuil et un système de vision nocturne TBH-2
- BTR-E152V (1957) version expérimentale, avec essieu central avancé, pour améliorer les capacités de franchissement.
- BTR-152 TCM-20 conversion israélienne équipée d'une tourelle bitube de 20 mm française TCM-20.
- Type 56 variante produite en Chine
- SPW 152 (Schützenpanzerwagen-152) version produite en République démocratique allemande.

## Campagnes

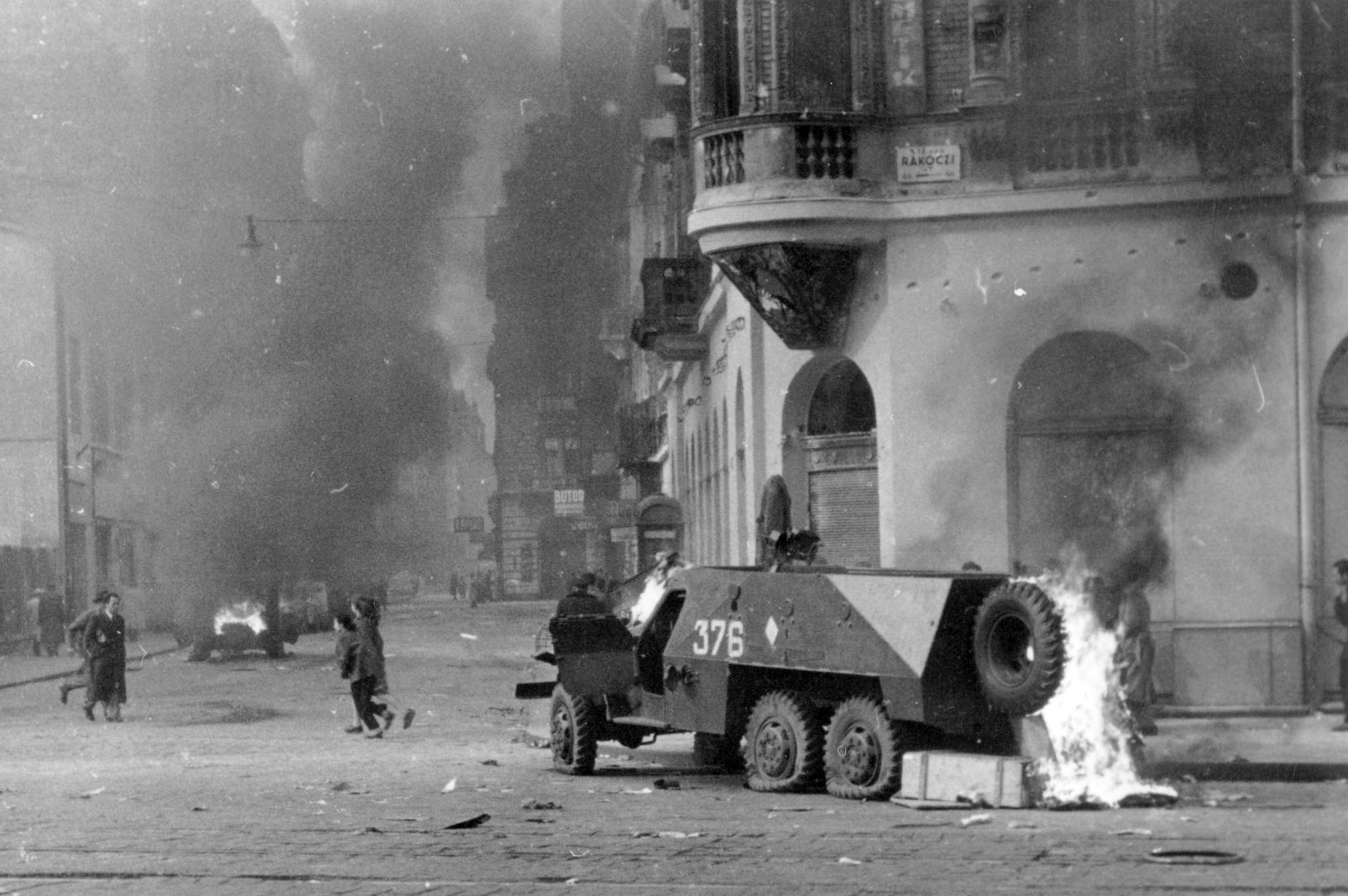
BTR 152 incendié dans une rue de Budapest

Le BTR 152 participe à l'invasion de la Hongrie en 1956.
Il participe à la crise du canal de Suez et à la guerre des Six Jours, à la fois du côté égyptien et israélien. Dans certains cas, comme lors du conflit tchado-libyen, l'engin arme des rebelles (FROLINAT) .

## Pays utilisateurs
- Afghanistan
- Albanie:Il était censé être importé, mais les relations avec l’Union soviétique se sont finalement détériorées et il a été envoyé vers d’autres pays.
- Algérie
- Angola
- Bulgarie
- Cambodge
- République populaire de Chine : (sous le nom de Type 56)
- République démocratique du Congo
- République du Congo
- Corée du Nord
- Cuba
- Égypte
- Éthiopie
- Finlande
- Guinée
- Guinée-Bissau
- Hongrie
- Inde
- Irak
- Iran
- Israël
- Mali
- Mongolie
- Mozambique
- Namibie
- Nicaragua
- Pologne
- Russie
- Pologne
- Roumanie
- Sri Lanka
- Somalie
- Soudan
- Tanzanie
- Ouganda
- Vietnam
- Yémen
- Yougoslavie
- Zimbabwe

## Culture populaire
Une des nombreuses versions du BTR-152, le BTR-152A, véhicule de défense anti-aérienne, équipée de deux mitrailleuses KPVT de 14,5mm apparaît dans le jeu vidéo War Thunder